# Aletopauropus lentus
Aletopauropus lentus – gatunek skąponogów z rzędu Tetramerocerata i rodziny Brachypauropodidae. Jest gatunkiem typowym dla rodzaju Aletopauropus.

## Występowanie
Znany dotychczas jedynie ze Stanów Zjednoczonych.